# Federação de Futebol da Índia
A Federação de Futebol da Índia (All India Football Federation em inglês) é a organização que administra o futebol na Índia. Fundada em 1937, a AIF tornou-se membro da FIFA em 1948, após a independência do país em 1947. Ela supervisiona e organiza também a Selecção de Futebol da Índia.
A organização é formada por 33 associações estaduais, entre elas a Associação de Futebol de Goa, que representa o futebol do país nos Jogos da Lusofonia.